# Frida Westman
Frida Anny Maria Westman (Örnsköldsvik, 10 gennaio 2001) è una saltatrice con gli sci svedese.

## Biografia
Figlia di Magnus, a sua volta saltatore con gli sci, e attiva dal marzo del 2016, Frida Westman ha esordito ai Campionati mondiali a Oberstdorf 2021, dove si è classificata 35ª nel trampolino normale, in Coppa del Mondo il 26 novembre 2021 a Nižnij Tagil (20ª) e ai Giochi olimpici invernali a Pechino 2022, piazzandosi 16ª nel trampolino normale. Il 6 novembre 2022 ha conquistato a Wisła il primo podio in Coppa del Mondo (3ª); ai Mondiali di Trondheim 2025 è stata 34ª nel trampolino normale e 28ª nel trampolino lungo.

## Palmarès

### Coppa del Mondo
- Miglior piazzamento in classifica generale: 13ª nel 2022
- 1 podio (individuale):
  - 1 terzo posto